# Mark Henrich
Mark Henrich, eigentlich Markus Antonius Henrich, (* 22. Juli 1961 in Attendorn) ist ein ehemaliger deutscher Sprinter, der sich auf den 400-Meter-Lauf spezialisiert hatte.
1982 wurde Henrich Deutscher Hallenmeister mit der 4-mal-400-Meter-Staffel.
1987 wurde er bei den Halleneuropameisterschaften in Liévin Fünfter und kam bei den Weltmeisterschaften in Rom mit der bundesdeutschen Mannschaft in der 4-mal-400-Meter-Staffel auf den vierten Platz. Bei den Olympischen Spielen 1988 wurde er in der 4-mal-400-Meter-Staffel im Vorlauf und im Halbfinale eingesetzt und trug somit zum Gewinn der Bronzemedaille für das bundesdeutsche Team bei. 1987 wurde er Deutscher Meister, 1988 Vizemeister. In der Halle holte er 1987 und 1988 den nationalen Titel. 
Mark Henrich startete für den TV Attendorn, den OSC Thier Dortmund, den VfL Kamen, den Hull Athletics Club (England), den New York Athletics Club (USA) und Eintracht Frankfurt. In der erfolgreichen Zeit von 1984 bis 1989 trat er für den VfL Kamen an.
Henrich ist Eigentümer und Manager eines Stromversorgers im Bereich erneuerbare Energie.

## Persönliche Bestzeiten
- 200 m: 21,01 s, 16. August 1987, Köln
- 400 m: 45,42 s, 19. August 1987, Zürich
- 400 m Halle: 46,25 s, 7. Februar 1987, Karlsruhe
- Dreisprung  14,98 m in Kuwait (Kuwait) im Jahr 1980 und Hangzhou (China) im Jahr 1987 (zufällig die gleiche Weite gesprungen) jeweils nach den 400-Meter-Läufen dort. Das waren die beiden einzigen Dreisprungwettbewerbe, an denen er jemals teilgenommen hat.